# Basisundervisning i dansk
Basisundervisning i dansk som andetsprog tilbydes i Danmark til elever i Folkeskolen, der ikke har tilstrækkeligt kendskab til dansk til at kunne deltage i den almindelige undervisning. Undervisningen foregår i særlige modtageklasser eller hold. Den omfatter elever i Børnehaveklassen – 10. klasse. Undervisningen kan vare i op til to år, men ophører, når eleven kan deltage i hele den normale undervisning. 
Må ikke forveksles med Modersmålsundervisning.

## Ekstern henvisning
- Undervisningsministeriets bekendtgørelse Arkiveret 17. januar 2006 hos  Wayback Machine

| Sprog | Spire Denne artikel om sprog er en spire som bør udbygges. Du er velkommen til at hjælpe Wikipedia ved at udvide den. |